# Godine hrđe
Godine hrđe je hrvatski dokumentarni film. Bavi se katastrofalnim uvjetima rada u pulskom brodogradilištu Uljanik i beskrupuloznom iskorištavanju radnika pod krinkom privatizacije. Prikazuje radnike koje rade najteže i najopasnije poslove u brodogradnji — nanošenje antikorozivne zaštite gdje su radnici izloženi prašini, hrđi, otrovnim plinovima, gdje su radili u nehumanim radnim uvjetima bez dana odmora, što je radnike polako pretvaralo u rezignirane strojeve za rad.
Film je prikazan na desetak festivala dokumentarnog i kratkometražnog filma. Na Danima hrvatskog filma 2000. dobili su Nagradu za najbolji dokumentarni film, Nagradu Jelena Rajković za najboljeg mladog redatelja, te Nagradu za najbolju montažu.

## Vanjske poveznice
- Godine hrđe na Vimeo.com